# Jayaben Desai

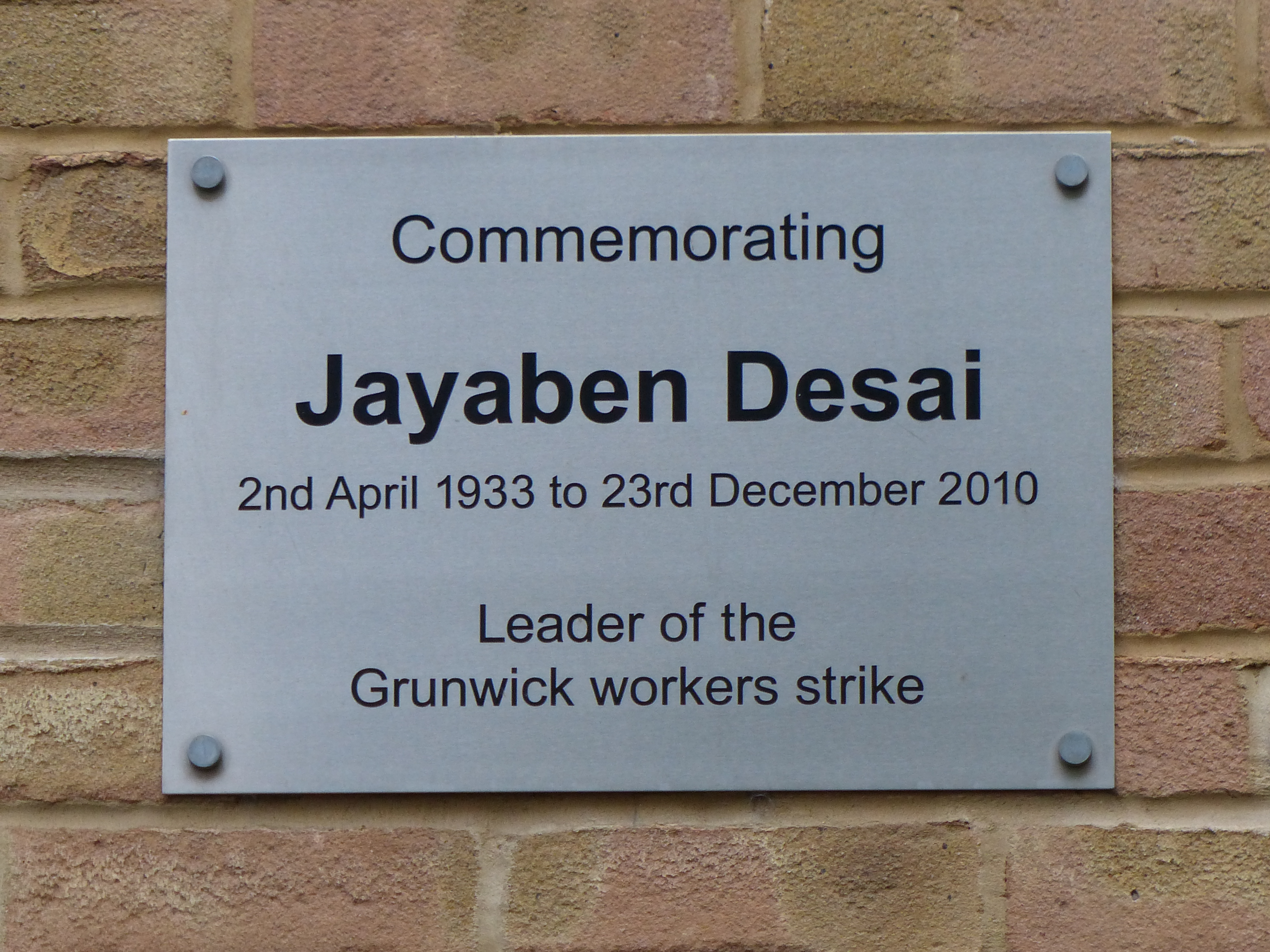
Plakette zur Erinnerung an Jayaben Desai

Jayaben Desai (geboren am 2. April 1933 in Gujarat, Indien; gestorben am 23. Dezember 2010) war eine aus Indien stammende Gewerkschafterin im Vereinigten Königreich.  Sie wurde bekannt als eine der Anführerinnen der Streikenden in einem Arbeitskampf 1976 in London, der als der Grunwick Dispute bekannt wurde.

## Leben
Die in Dharmaj im indischen Staat Gujarat geborene Desai wanderte 1956 in das damalige Tanganjika in Ostafrika aus. Sie war 22 Jahre alt, als sie den Fabrikbesitzer Suryakant heiratete. Die Eheleute gehörten als Unternehmerfamilie zur Mittelschicht. Später wanderten sie nach Großbritannien aus, noch rechtzeitig, bevor das Commonwealth Immigrants Act 1968 auch Inhabern von britischen Pässen die Einwanderung in das Vereinigte Königreich erschwerte.

## Der Arbeitskampf bei Grunwick
In Großbritannien musste Desai schlecht bezahlte Arbeit annehmen, zunächst an der Nähmaschine, dann beim Entwickeln von Filmen in der Grunwick-Fabrik.  Nachdem von ihr verlangt worden war, Überstunden zu leisten, kündigte sie und rief die überwiegend weiblichen Arbeiter asiatischer Herkunft zum Streik auf. Die Streikenden protestierten gegen die Arbeitsbedingungen, die ungleichen Löhne und gegen den institutionalisierten Rassismus in der Firma. Die Frauen wurden sogar gefragt, warum sie auf die Toilette gehen wollten. Desai riet ihnen, sich davon nicht einschüchtern zu lassen. Bei der Entlassung soll sie gesagt haben: „Was Sie hier betreiben, ist keine Fabrik, sondern ein Zoo. In einem Zoo gibt es viele Arten von Tieren. Die einen sind Affen;  sie tanzen, wenn Sie mit den Fingern schnipsen, die anderen sind Löwen, die Ihnen den Kopf abbeißen können. Wir sind diese Löwen, Herr Manager.“
Desai leitete die Streikaktionen von 1976 bis 1978. Der Streik wurde von der Apex-Gewerkschaft unterstützt, und die Mitglieder der Postgewerkschaft weigerten sich zunächst, die Post des Fotolabors Grunwick zuzustellen, bis die Firma mit Unterstützung der Tory-Partei, der damaligen Opposition, dagegen vorging.
Desai war eine inspirierende und bekannte Rednerin, die rassistische und sexistische Äußerungen über sie und andere Streikende anprangerte und die ihrer Meinung nach mangelnde Unterstützung ihres Anliegens durch den Trades Union Congress kritisierte.
Der damalige Premierminister Jim Callaghan ernannte einen Richter, Lord Justice Scarman, zum Schlichter für den Arbeitskampf. Desai sagte ausführlich aus. Richter Scarman empfahl, die Gewerkschaft anzuerkennen und die entlassenen Arbeiter wieder einzustellen. Der Fabrikbesitzer ignorierte jedoch den Bericht; die Gewerkschaften zogen sich zurück und der Streikausschuss von Grunwick verkündete am 14. Juli 1978 das Ende des Streiks.

## Nach dem Streik
Desai kehrte in die Nähindustrie zurück; später wurde sie Lehrerin am Harrow College. Im Alter von 60 Jahren bestand sie ihre Führerscheinprüfung und ermutigte andere Frauen, die Fahrerlaubnis zu erlangen, um ihre Freiheit zu vergrößern.
Mrs. Desai (wie sie immer genannt wurde) hat ihre Gedanken für das Brent Museum und die Archive aufgezeichnet. In einem Interview mit Hannah Phung vom Brent Museum sagte sie: „It was amazing, let me tell you, it was amazing. […] tears were in my eyes to see these people […] they were hurting themselves and the police were charging them with horses and everything and still they were standing strong.“ (auf Deutsch: „Es war erstaunlich, lassen Sie mich Ihnen sagen, es war erstaunlich. […] ich hatte Tränen in den Augen, als ich diese Menschen sah […] sie verletzten sich selbst und die Polizei griff sie mit Pferden und allem Möglichen an, und trotzdem blieben sie standhaft.“)
Jayaben Desai starb am 23. Dezember 2010. Ihre Angehörigen verstreuten ihre Asche nahe den Quellen des Indus, des Ganges und bei Rotherhithe auf der Themse.

## Nachleben
2016 wurde Desai ausgewählt aus einer Liste von sieben Frauen, die für die Power List 2016 von BBC Radio Woman's Hour nominiert waren. Ein Gemälde von David Mansell, das Desai darstellt, wurde 2017 von der National Portrait Gallery, London angekauft.

## Quelle, Literatur
- Wilmer, Val, „The first preference is pride“ (interview with Jayaben Desai), Time Out, 15–21 September 1978, pp. 14–15.